# Pyhäjärvi
A Pyhäjärvi egy Finnország déli részén, a Finn-tóvidéken található tó. A tó neve mai fordításban „szent tavat” jelent, bár eredeti jelentése valószínűleg „határ tó”. A tó „C” alakú az északi végénél Tampere és Nokia városokkal, a déli részén pedig Lempäälä fekszik.
A tavat a Tammerkoskin keresztül folyó víz táplálja, mely Tampere központjában található. A belezúduló víz miatt a tó hőmérséklete magasabb és ózon dúsabb mint az északi tó, a Näsijärvi vize, de sokkal szennyezettebb is.
A tó területe 124 km², legmélyebb pontja 46 méter és 77 méterrel a tengerszint felett helyezkedik el.